# Timelaea orientalis
Timelaea orientalis är en fjärilsart som beskrevs av Belter 1942. Timelaea orientalis ingår i släktet Timelaea och familjen praktfjärilar. Inga underarter finns listade i Catalogue of Life.